# Omar Hasan Ahmad al-Bashir
ʿOmar Hasan Ahmad al-Bashīr (in arabo عمر حسن احمد البشير‎?; Hosh Bannaga, 1º gennaio 1944) è un generale e politico sudanese, dal 1989 al 2019 presidente del Sudan e capo del Partito del Congresso Nazionale.
A causa del suo ruolo nel conflitto in Darfur, e in particolare dei crimini effettuati dall'esercito sudanese contro la popolazione civile di etnia non araba, nel 2009 la Corte Penale Internazionale ha emesso un mandato di arresto nei suoi confronti per crimini di guerra e crimini contro l'umanità.

## Biografia

### Carriera militare
Nato nel piccolo villaggio di Hosh Bannaga nel 1944, ma cresciuto a Khartum, al-Bashīr si arruolò giovanissimo nell'esercito sudanese e studiò nell'Accademia Militare Egiziana a Il Cairo. Salì rapidamente di grado e divenne un paracadutista. Successivamente, al-Bashīr servì nell'esercito egiziano durante la guerra contro Israele nel 1973, detta guerra del Kippur. Tornato in Sudan dalla guerra del Kippur, fu posto a capo delle operazioni militari contro l'Esercito di Liberazione del Popolo del Sudan che avevano luogo nella parte meridionale del paese. Diventato generale già negli anni ottanta, prese il potere tramite un golpe il 30 giugno 1989, rovesciando il primo ministro democraticamente eletto, Sadiq al-Mahdi.
È giunto al potere nel 1989, quando, come colonnello dell'esercito sudanese, ha guidato un gruppo di ufficiali in un incruento colpo di Stato militare che ha rimosso il governo del primo ministro Sadiq al-Mahdi.
Al-Bashīr mise immediatamente al bando ogni partito politico, censurò la stampa e sciolse il Parlamento, assumendo su di sé il totale controllo della nazione. Più tardi assunse il ruolo di presidente del Consiglio del Comando Rivoluzionario per la Salvezza Nazionale (un organo appena creato con poteri sia legislativi sia esecutivi) e si autonominò capo di Stato, primo ministro, capo di stato maggiore e ministro della difesa. Si è insignito inoltre del grado di feldmaresciallo.

### Governo
Al-Bashīr si alleò in seguito con Hasan al-Turabi, capo del Fronte Islamico Nazionale, per implementare uno stato fondamentalista islamico nel nord del Paese. Al-Bashīr promulgò un nuovo codice penale e mise in vigore la Shari'a nel nord del Paese nel 1991, facendo rispettare entrambi da giudici islamici e dalla "polizia di ordine pubblico" (una sorta di polizia religiosa).
Il 16 ottobre 1993 i poteri di al-Bashīr aumentarono vertiginosamente quando, dissolto il Consiglio del Comando Rivoluzionario per la Salvezza Nazionale, si proclamò presidente arrogandosi tutte le prerogative prima riservate a quell'organo. Al-Bashīr fu rieletto presidente in occasione delle elezioni presidenziali del 1996, del 2000, del 2010 e del 2015. A partire dalla metà degli anni '90, ebbe inizio una faida tra al-Bashīr e Turabi, soprattutto a causa dei legami di quest'ultimo con i gruppi fondamentalisti islamici e il permesso accordato a Osama bin Laden di risiedere in Sudan.
Nel 1998 il presidente e il suo Comitato Presidenziale promulgarono una nuova Costituzione, mentre nel 1999 egli e il Parlamento emanarono una legge che permetteva la creazione di associazioni politiche minoritarie, critiche verso di lui. Queste associazioni hanno sempre fallito il tentativo di raggiungere una rappresentanza significativa.
Il 12 dicembre 1999 al-Bashīr spodestò il suo vecchio alleato Hasan al-Turabi, all'epoca presidente del Parlamento, con un colpo di palazzo condotto con truppe e carri armati davanti al palazzo del Parlamento, nel tentativo di far uscire il Sudan dal disastroso isolamento internazionale a cui lo avevano condotto gli avventurismi ideologici di Turabi. Allo stesso tempo, il Sudan lavorò per placare le critiche internazionali nei confronti del regime espellendo i membri della Jihad islamica egiziana e incoraggiando bin Laden a lasciare il Paese.
Il 26 aprile 2010 al-Bashīr ha vinto nuovamente le prime elezioni multipartitiche della storia del suo Paese e ha prestato giuramento per il suo nuovo mandato presidenziale il 27 maggio 2010. 
Ad aprile 2015 Al Bashir ha vinto le elezioni battendo l'opposizione con uno schiacciante 94,5% dei voti. L'opposizione ha fortemente criticato la parzialità del giudizio senza però ottenere nessun risultato.

### Spodestamento dal potere
L'11 aprile 2019, dopo quattro mesi di massicce proteste popolari che ne invocavano la rimozione dal potere, i militari si schierano intorno al palazzo presidenziale e tramite un incruento colpo di Stato hanno destituito al-Bashīr.

## Critiche

### Scacchiere internazionale

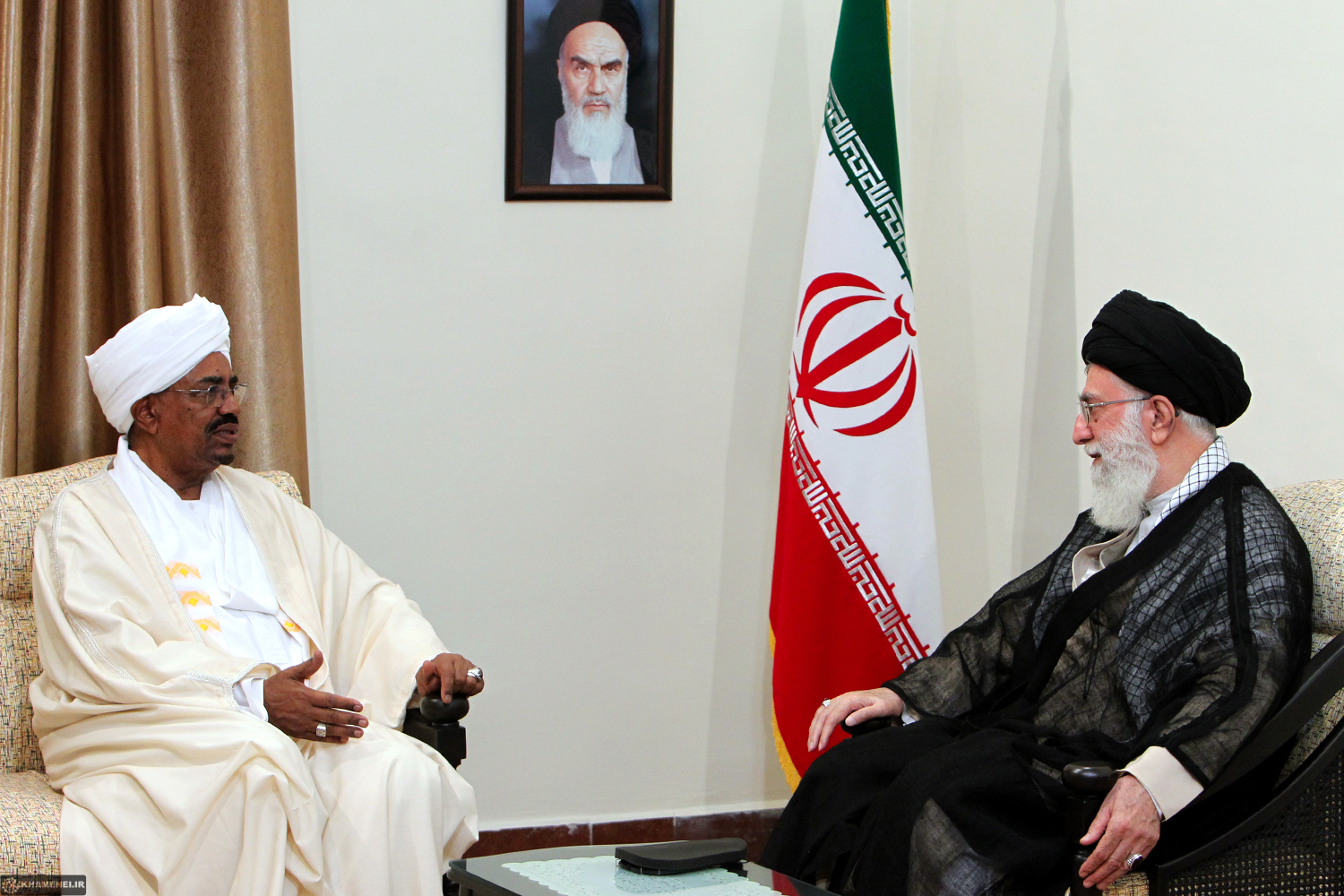
Al-Bashīr incontra a Teheran la Guida Suprema dell'Iran Ali Khamenei nel 2012

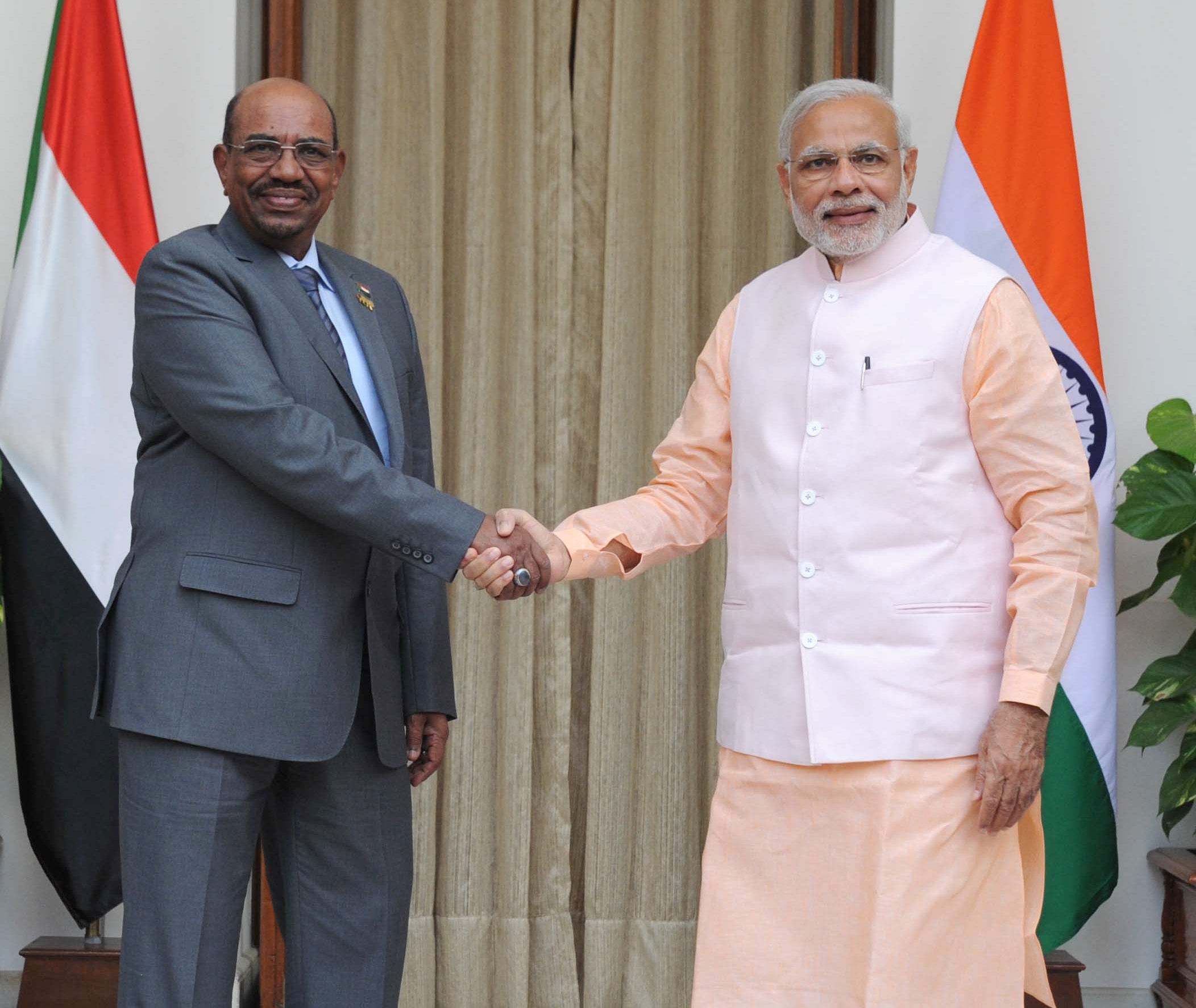
Al-Bashīr con il primo ministro dell'India Narendra Modi nel 2015

Il Sudan sostenne l'Iraq nella sua invasione del Kuwait e fu accusato di ospitare e fornire assistenza a gruppi terroristici islamici. A partire dai primi anni novanta, terroristi del calibro di Carlos lo Sciacallo, Osama bin Laden e Abū Niḍāl hanno risieduto a Khartūm. Il governo sudanese, disturbato dagli atteggiamenti libertini di Carlos, lo consegnò agli agenti francesi nel 1994. Al-Bashīr avrebbe offerto all'amministrazione Clinton l'arresto e l'estradizione di bin Laden, offrendo anche informazioni di intelligence dettagliate, sebbene gli Stati Uniti neghino ogni addebito.
Nel 1998 gli Stati Uniti bombardarono l'industria farmaceutica di al-Shifa, che avrebbe dovuto produrre segretamente armi chimiche per bin Laden, sebbene gli Stati Uniti non siano mai riusciti a dar prova di questa tesi, e abbiano impedito una commissione d'inchiesta su questo accadimento. Come conseguenza, il Sudan fu posto nella lista dei Paesi sostenitori del terrorismo da parte degli Stati Uniti, la cosiddetta lista nera; il governo sudanese e il suo presidente, tuttavia, negano con forza ogni responsabilità o collusione con il terrorismo internazionale.
Al-Bashīr pronunciò una dura condanna degli attentati dell'11 settembre 2001; nel 2002 fece addirittura pressioni su Saddam Hussein per permettere agli ispettori internazionali di controllare il suo arsenale in cerca di armi di distruzione di massa, che non furono mai trovate.
Nonostante i numerosi sforzi di al-Bashīr per negare le sue connessioni con le reti terroristiche, il Sudan rimane costantemente e minuziosamente monitorato dagli Stati Uniti, e non più tardi dell'aprile 2004 il presidente statunitense George W. Bush ha richiesto ad al-Bashīr di sostenere i suoi sforzi nel combattere il terrorismo e di seguirne l'esempio. 

### Guerra civile
Il Sudan è tristemente famoso per la guerra civile che ha dilaniato il Paese per più di 19 anni, vedendo contrapposte la parte settentrionale, araba e musulmana, e quella meridionale, cristiana e animista, risultante fino ai giorni nostri in milioni di sudanesi del sud uccisi, esiliati, lasciati morire di fame e privati dell'educazione e della dignità umana.

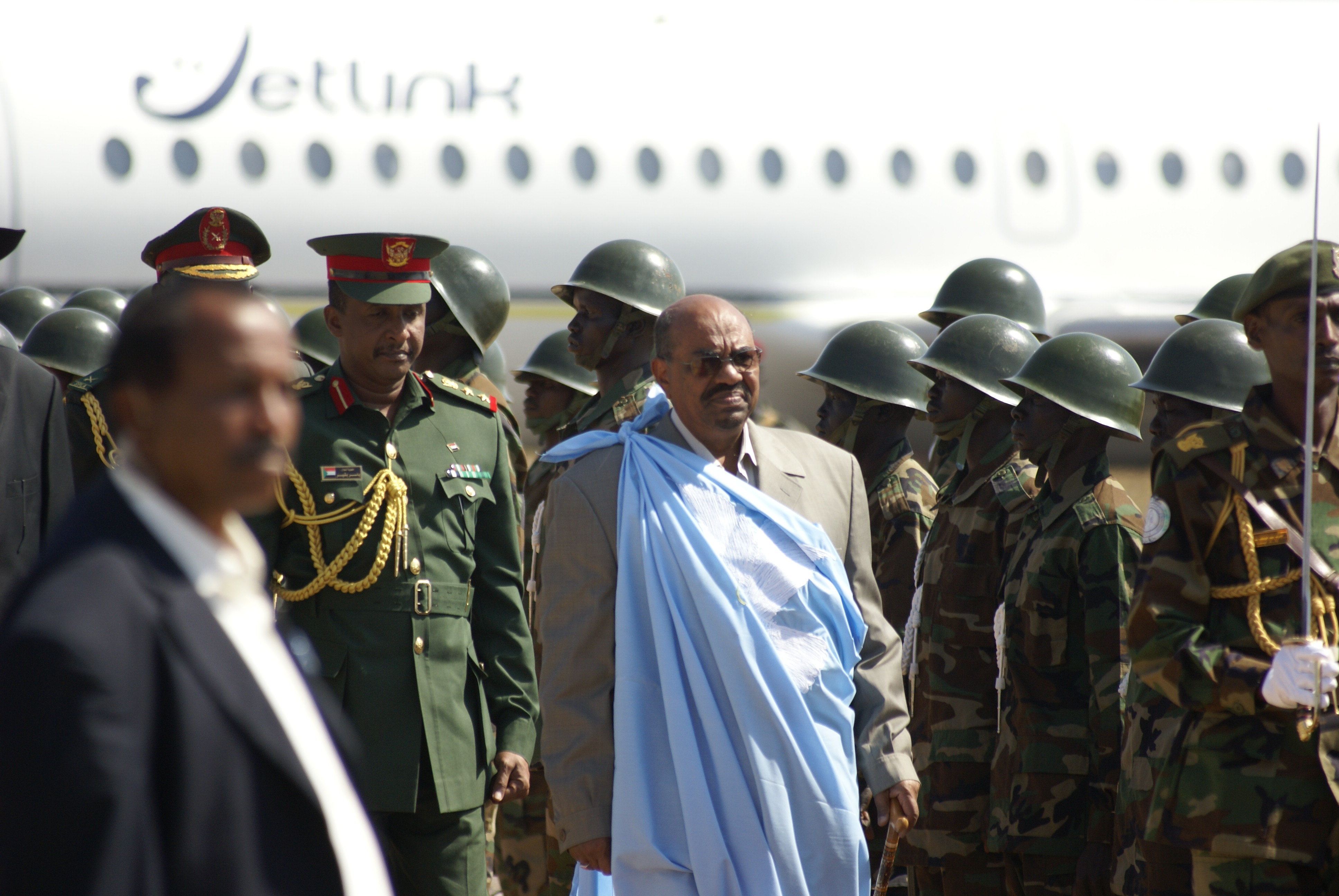
Al-Bashīr al suo arrivo a Giuba, capitale del Sudan del Sud, nel 2011

Per via di questi avvenimenti, il Sudan fu fatto oggetto di numerose sanzioni internazionali. L'attenzione occidentale si intensificò nel 2001 con i dirigenti delle Nazioni Unite che domandarono ad al-Bashīr di prodigarsi per la risoluzione del conflitto armato, e per il permesso alle organizzazioni umanitarie e internazionali di entrare nel paese ad alleviare le sofferenze dei profughi. Molti progressi furono fatti durante il 2003, e nel 2004 al-Bashīr acconsentì a garantire un'autonomia alle regioni del Sud della durata di 6 anni, alla fine della quale gli abitanti del sud potranno esprimersi sulla loro indipendenza dal Sudan. Tuttavia ha tenuto discorsi e dichiarazioni in cui "sconsiglia" agli abitanti del Sud di sostenere l'indipendenza.
Nel mese di ottobre 2004, il governo di al-Bashīr ha negoziato la fine alla seconda guerra civile sudanese, una delle più lunghe e cruente guerre del XX secolo, con la concessione di una limitata autonomia al Sudan Meridionale. Tuttavia, è stato ampiamente criticato per il ruolo svolto nel conflitto del Darfur, dove il genocidio attuato nei confronti della popolazione non afro-araba ha portato alla morte di un numero imprecisato di persone (probabilmente tra le 200.000 e le 400.000). Il suo governo ha portato a violenti scontri tra le milizie Janjawid e gruppi di ribelli, come l'Esercito di Liberazione del Popolo del Sudan e il Movimento Giustizia e Uguaglianza, sotto forma di guerriglia nella regione del Darfur. La guerra civile ha provocato più di 2,5 milioni di profughi, nonché una crisi nelle relazioni diplomatiche tra lo stesso Sudan e il Ciad.
Nel gennaio 2011 nelle regioni meridionali si è tenuto il previsto referendum per la secessione dal Nord del Sudan e la creazione di uno Stato indipendente, già parte dell'accordo di Naivasha del 2005 tra il governo di Khartum e i ribelli dell'Esercito di Liberazione del Popolo del Sudan (SPLA). Il 7 febbraio al-Bashīr ha riconosciuto i risultati del referendum e ha proclamato la nascita dello stato del Sudan del Sud, indipendente dal 9 luglio dello stesso anno.

### Darfur
Proprio mentre il conflitto quarantennale con il Sud del paese stava scemando un nuovo, terribile, conflitto si affacciò nelle province occidentali del Darfur nel primo 2003. Le autorità statunitensi dichiararono nel 2004 che «...un genocidio è stato commesso nel Darfur...» e che «...governo sudanese e i Janjawid sono colpevoli...» e che «...il massacro potrebbe ancora essere in atto».
Al-Bashīr dichiarò di aver schiacciato la ribellione nel febbraio 2004; i massacri, tuttavia, continuano ancora oggi, esigendo sempre prezzi in termini di vite umane molto salati, nonostante un cessate-il-fuoco sia stato dichiarato. Nel giugno del 2004, il segretario di Stato Colin Powell incontrò al-Bashir, incalzandolo a porre termine al conflitto, concludendo la pace con gli abitanti del Darfur e permettendo gli aiuti umanitari nella regione. Tre giorni dopo l'allora segretario Generale delle Nazioni Unite Kofi Annan incontrò il presidente, domandandogli il disarmo immediato degli Janjawid.
Nel settembre del 2006 al-Bashīr, partecipando all'Assemblea Generale delle Nazioni Unite, dichiarò di volere la pace in Darfur e di desiderare che le truppe di pace dell'Unione Africana rimanessero in Darfur sino al suo compimento effettivo. Poco dopo le Nazioni Unite e l'Unione Africana dichiararono che i 7 000 uomini del contingente di pace dell'Unione Africana sarebbero rimasti sino alla fine del 2006. L'11 e il 12 novembre 2007 si sono tenute delle consultazioni tecniche ad alto livello, proposte da diverse lettere del segretario Generale delle Nazioni Unite e del presidente dell'Unione Africana, ad Addis Abeba. Hanno partecipato consulenti del governo sudanese, dell'ONU e dell'UA. Sembra tuttavia palese che il conflitto non è stato fermato, e che i massacri stanno continuando tuttora, apparendo molto difficoltoso che essi avvengano senza almeno il tacito consenso del presidente al-Bashīr.
Il 10 maggio 2008 i ribelli del Justice and Equality Movement (JEM) hanno attaccato a sorpresa la periferia di Khartum e hanno lanciato un'offensiva per conquistare la capitale prima di venire respinti dalle forze governative sudanesi. Tra le prime azioni del governo sudanese dopo l'attacco, la rottura delle relazioni diplomatiche con il Ciad, accusato di sostenere i ribelli. Il Ciad ha accusato il Sudan di essere indirettamente responsabile per un attacco avvenuto a N'Djamena all'inizio dell'anno che aveva quasi rovesciato il regime di Idriss Déby. Déby ha visitato Khartūm nel 2010 e ha espulso dal Ciad i ribelli del Darfur che aveva precedentemente sostenuto. Nell'ottobre 2011, al-Bashīr ha detto che il Sudan ha dato sostegno militare ai ribelli libici che hanno rovesciato Muʿammar Gheddafi, in risposta al sostegno di Gheddafi per il JEM.

#### Accusa da parte della Corte penale internazionale
Il 14 luglio 2008, il procuratore capo della Corte penale internazionale (CPI), Luis Moreno Ocampo, accusò al-Bashir di essere il responsabile di genocidio, crimini contro l'umanità e crimini di guerra nel Darfur del 2003. Il procuratore accusava al-Bashir di aver "ideato e implementato" un piano per la distruzione di 3 gruppi etnici: Fur, Masalit e Zaghawa con campagne d'omicidio, stupro e deportazione. Il mandato d'arresto venne supportato dalla NATO, dal Genocide Intervention Network, e da Amnesty International.

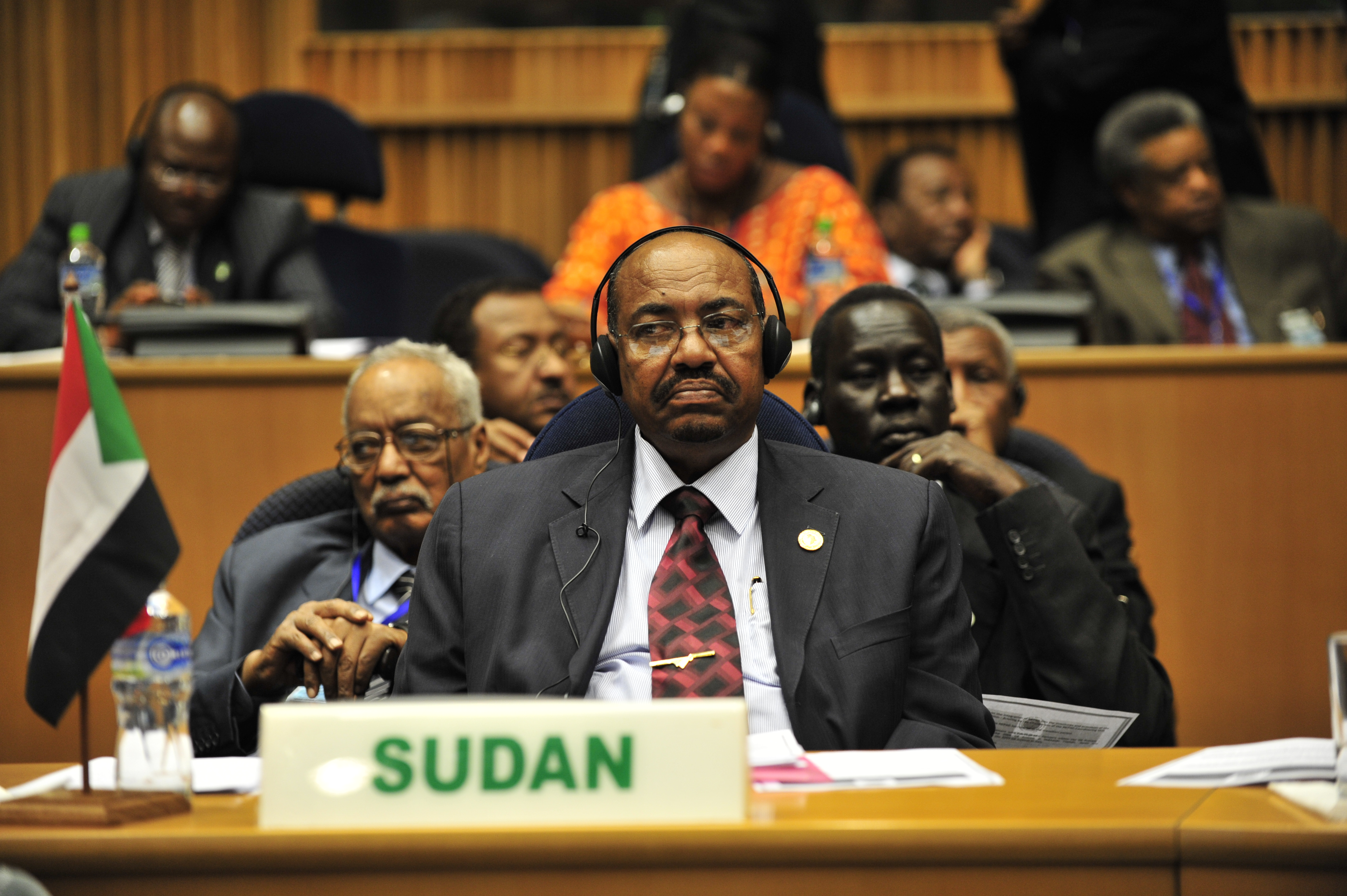
Al-Bashīr ad Addis Abeba, Etiopia, 31 gennaio 2009

A fronte della richiesta del mandato di cattura nei confronti di al-Bashīr per genocidio, crimini di guerra e crimini contro l'umanità commessi contro la popolazione civile in Darfur, la CPI emise il mandato di cattura il 4 marzo 2009, anche se non accolse l'accusa di genocidio per la quale non ravvisava prove sufficienti per perseguirlo; si trattava del primo ordine di arresto emanato nei confronti di un capo di Stato nell'esercizio delle proprie funzioni. 
Il mandato fu comunicato al governo sudanese; malgrado ciò, l'Unione Africana e la Lega Araba non riconobbero questa incriminazione e al-Bashīr rifiutò di consegnarsi: Bashīr negava tutte le accuse, aggiungendo che "non valgono l'inchiostro con cui sono scritte".. Molte manifestazioni si sono svolte a Khartūm in suo favore e, dal palco, al-Bashīr si scagliò contro USA, Gran Bretagna ed ebrei, accusandoli di essere i responsabili dei veri genocidi del Novecento in Vietnam, in Iraq e in Palestina. Pure la Cina, il più grande acquirente di greggio prodotto in Sudan, era intervenuta in difesa di al-Bashīr.
Iniziò poi la lunga battaglia per applicare il mandato di cattura; quando dal 7 dicembre al 18 dicembre 2009 si tenne il vertice climatico di Copenaghen, i giudici chiesero al governo danese l'arresto di al-Bashīr nel caso in cui si fosse presentato a questo importante incontro.
Il 27 agosto 2010 si è recato in Kenya e non è stato arrestato, stessa cosa è avvenuto quando si è recato in Etiopia, Uganda, Egitto e Nigeria. Il leader sudanese ha prestato giuramento per il suo nuovo mandato presidenziale il 27 maggio 2010, ma il presidente sudafricano Jacob Zuma assicurò, durante il mondiale di calcio, che al-Bashīr sarebbe stato arrestato se fosse giunto in Sudafrica per seguire il campionato: «Il Sudafrica rispetta la legge internazionale e certamente siamo rispettosi e firmatari della legge» aggiunse.
Il 16 settembre 2015 l'Alta Corte sudafricana ha ordinato l'arresto di Al-Bashīr con l'accusa di genocidio e crimini di guerra durante il conflitto in Darfur. Il presidente sudanese stava soggiornando in Sudafrica per partecipare al 25º summit dell'Unione africana. Tuttavia l'arresto non è avvenuto e Al-Bashīr ha potuto lasciare il Sudafrica.